# Taekwondo-Weltmeisterschaften 2001
Die 15. Taekwondo-Weltmeisterschaft 2001 fand vom 1. bis 7. November 2001 in Jeju-si auf der südkoreanischen Insel Jeju-do statt. Insgesamt wurden 16 Wettbewerbe in unterschiedlichen Gewichtsklassen ausgetragen, jeweils acht für Männer und Frauen.

## Ergebnisse

### Männer
| Gewichtsklasse | Gold                | Silber                  | Bronze             |
| -------------- | ------------------- | ----------------------- | ------------------ |
| - 54 kg        | Choi Yeon-ho        | Chu Mu-yen              | Juan Antonio Ramos |
| - 54 kg        | Choi Yeon-ho        | Chu Mu-yen              | Roberto Cruz       |
| - 58 kg        | Behzad Khodadad     | Eduord Hegai            | Kim Dae-ryung      |
| - 58 kg        | Behzad Khodadad     | Eduord Hegai            | Seifula Magomedow  |
| - 62 kg        | Kang Nam-won        | Peter López             | Miguel Toledo      |
| - 62 kg        | Kang Nam-won        | Peter López             | Kiyoteru Higuchi   |
| - 67 kg        | Niyamaddin Pashayev | Carlo Molfetta          | Luis Benítez       |
| - 67 kg        | Niyamaddin Pashayev | Carlo Molfetta          | Abdullah Sertçelik |
| - 72 kg        | Steven Lopez        | Jesper Roesen           | Athanasios Balilis |
| - 72 kg        | Steven Lopez        | Jesper Roesen           | José Luis Ramírez  |
| - 78 kg        | Mamedy Doucara      | Mahmoud Napoleon Akoush | Marcin Chorzelews  |
| - 78 kg        | Mamedy Doucara      | Mahmoud Napoleon Akoush | Bekir Aydın        |
| - 84 kg        | Bahri Tanrıkulu     | Mickael Borot           | Kim Kyong-hun      |
| - 84 kg        | Bahri Tanrıkulu     | Mickael Borot           | Jon García         |
| + 84 kg        | Ferry Greevink      | Hadi Afshar             | Mici Kuzmanović    |
| + 84 kg        | Ferry Greevink      | Hadi Afshar             | Rubén Montesinos   |

### Frauen
| Gewichtsklasse | Gold              | Silber          | Bronze                  |
| -------------- | ----------------- | --------------- | ----------------------- |
| - 47 kg        | Kadriye Selimoğlu | Kim Soo-yang    | Kong Fantao             |
| - 47 kg        | Kadriye Selimoğlu | Kim Soo-yang    | Dalia Contreras         |
| - 51 kg        | Lee Hye-young     | Brigitte Yagüe  | Huang Chia-chun         |
| - 51 kg        | Lee Hye-young     | Brigitte Yagüe  | Magda Seirekeidou       |
| - 55 kg        | Jung Jae-eun      | Gemma Magria    | Paola Felix             |
| - 55 kg        | Jung Jae-eun      | Gemma Magria    | Pamela Agostinelli      |
| - 59 kg        | Jang Ji-won       | Iridia Salazar  | Sonia Reyes             |
| - 59 kg        | Jang Ji-won       | Iridia Salazar  | Zeynep Murat            |
| - 63 kg        | Kim Yeon-ji       | Belén Fernández | Mouna Benabderrassoul   |
| - 63 kg        | Kim Yeon-ji       | Belén Fernández | Natália Falavigna       |
| - 67 kg        | Kim Hye-mi        | Chang Wan-chen  | Nina Solheim            |
| - 67 kg        | Kim Hye-mi        | Chang Wan-chen  | Luisa Arnanz            |
| - 72 kg        | Sarah Stevenson   | Chen Zhong      | Alessja Tscharnjauskaja |
| - 72 kg        | Sarah Stevenson   | Chen Zhong      | Elisavet Mystakidou     |
| + 72 kg        | Shin Kyung-hyeon  | Wang I-hsien    | Maria Koniakhina        |
| + 72 kg        | Shin Kyung-hyeon  | Wang I-hsien    | Marija Schurawskaja     |

## Medaillenspiegel
| Platz | Land                    | Gold | Silber | Bronze | Gesamt |
| ----- | ----------------------- | ---- | ------ | ------ | ------ |
| 1     | Südkorea                | 8    | 1      | 2      | 11     |
| 2     | Türkei                  | 2    | –      | 3      | 5      |
| 3     | Frankreich              | 1    | 1      | –      | 2      |
|       | Iran                    | 1    | 1      | –      | 2      |
|       | Vereinigte Staaten      | 1    | 1      | –      | 2      |
| 6     | Aserbaidschan           | 1    | –      | –      | 1      |
|       | Vereinigtes Königreich  | 1    | –      | –      | 1      |
|       | Niederlande             | 1    | –      | –      | 1      |
| 9     | Spanien                 | –    | 3      | 6      | 9      |
| 10    | Chinesisch Taipeh       | –    | 3      | 1      | 4      |
| 11    | Mexiko                  | –    | 1      | 2      | 3      |
| 12    | Volksrepublik China     | –    | 1      | 1      | 2      |
|       | Italien                 | –    | 1      | 1      | 2      |
| 14    | Dänemark                | –    | 1      | –      | 1      |
|       | Ägypten                 | –    | 1      | –      | 1      |
|       | Usbekistan              | –    | 1      | –      | 1      |
| 17    | Griechenland            | –    | –      | 3      | 3      |
| 18    | Belarus                 | –    | –      | 2      | 2      |
|       | Russland                | –    | –      | 2      | 2      |
| 20    | Brasilien               | –    | –      | 1      | 1      |
|       | Kroatien                | –    | –      | 1      | 1      |
|       | Japan                   | –    | –      | 1      | 1      |
|       | Marokko                 | –    | –      | 1      | 1      |
|       | Norwegen                | –    | –      | 1      | 1      |
|       | Dominikanische Republik | –    | –      | 1      | 1      |
|       | Philippinen             | –    | –      | 1      | 1      |
|       | Polen                   | –    | –      | 1      | 1      |
|       | Venezuela               | –    | –      | 1      | 1      |

## Quelle
- Ergebnisseite der WTF (englisch) (abgerufen am 16. November 2010)